# Robbie Brink
Pour les articles homonymes, voir Brink (homonymie).
Robert Andrew Brink, plus simplement connu comme Robbie Brink, né le 21 juillet 1971 à Pretoria (Afrique du Sud), est un ancien joueur de rugby à XV sud-africain qui a joué avec l'équipe d'Afrique du Sud en 1995. 
Il évoluait comme troisième ligne aile (flanker) (1,95 m pour 112 kg). 
Il évoluait pour la province sud-africaine de Currie Cup de la Western Province.
Il a gagné la Coupe du monde de rugby 1995. 

## Carrière

### En province
- Western Province (Afrique du Sud) 1991-2001
- Ulster Rugby 2001-2002

### En équipe nationale
Il a effectué son premier test match avec les Springboks le 30 mai 1995 à l’occasion d’un match contre l'équipe de Roumanie (victoire 21-8).
Son dernier test match a été effectué le 3 juin 1995 contre l'équipe du Canada (victoire 20-0).

## Palmarès

### Avec les Springboks
(au 31/12/2005) 
- 2 sélections
- 0 essai
- Sélections par saison : 2 en 1995.
- Participation à la Coupe du monde de rugby 1995 (2 matchs comme titulaire), victoire finale.